# NGC 5195
NGC 5195 (còn được gọi là Messier 51b hoặc M51b) là một thiên hà elip đang tương tác với Thiên hà Xoáy Nước (còn được gọi là M51a hoặc NGC 5194). Cả hai thiên hà này đều nằm cách chòm sao Lạp Khuyển khoảng 25 triệu năm ánh sáng. Cùng với nhau, hai thiên hà này là một trong những cặp thiên hà tương tác nổi tiếng nhất.

## Lịch sử
NGC 5195 được Pierre Méchain phát hiện vào ngày 20 tháng 3 năm 1781.

## Tương tác với thiên hà Xoáy nước
NGC 5195 và thiên hà Xoáy Nước tạo thành một trong những cặp thiên hà tương tác được chú ý nhất trong thiên văn học. Hai thiên hà được liệt kê trong Atlas of Peculiar Galaxies là một trong một số ví dụ nổi bật về một thiên hà xoắn ốc với một thiên hà đồng hành. Hệ thống này cũng là chủ đề của các cuộc điều tra lý thuyết rất sớm về các tương tác thiên hà. Hai thiên hà được kết nối bởi một cây cầu thủy triều giàu bụi. Bụi trong cây cầu thủy triều này có thể được nhìn thấy phủ bóng lên trung tâm NGC 5195. Điều này chứng tỏ rằng NGC 5195 dường như nằm sau thiên hà Whirlpool. Cuộc gặp gỡ này đã tăng cường đáng kể cấu trúc xoắn ốc của M51.  
Vào tháng 1 năm 2016, phóng viên khoa học BBC Jonathan Webb cho biết: "Các nhà thiên văn học đã phát hiện ra hai đợt khí khổng lồ bị 'đốt cháy' bởi lỗ đen ở trung tâm của một thiên hà gần đó. Các luồng khí nóng được phát hiện trong hình ảnh tia X từ kính viễn vọng không gian Chandra của NASA, dường như đang quét khí hydro lạnh hơn trước chúng. Tiếng chuông gợn sóng rộng lớn này đang diễn ra ở NGC 5195 - một người anh em nhỏ bé, bị lãng quên của 'Thiên hà xoáy nước', cách đó 26 triệu năm ánh sáng. Điều đó làm cho nó trở thành một trong những lỗ đen gần nhất nổ khí theo cách này ". Ông nói thêm, "Những phát hiện, được trình bày tại cuộc họp lần thứ 227 của Hiệp hội Thiên văn học Hoa Kỳ (AAS) ở Florida, là một ví dụ ấn tượng về 'phản hồi' giữa một lỗ đen siêu lớn và thiên hà chủ của nó". Báo cáo của Webb đã trích dẫn Marie Machacek, đồng tác giả của nghiên cứu từ Trung tâm vật lý thiên văn Harvard (SmithA), nói: "Chúng tôi nghĩ rằng phản hồi giữ cho các thiên hà không quá lớn [tường] Nhưng đồng thời, nó có thể chịu trách nhiệm về cách một số ngôi sao hình thành. Điều này cho thấy các lỗ đen có thể sáng tạo, không chỉ đơn thuần phá hủy. " 